# Ion Maxim
Ion Maxim (n. 1 iulie 1925, Tihău, jud. Sălaj – d. 16 decembrie 1980, Timișoara) a fost un poet, prozator și critic literar român.

## Biografie
S-a născut în satul Tihău (azi în județul Sălaj), în familia învățătorilor Augustin Maxim și Maria (n. Vaida). A absolvit Liceul „Sf. Vasile” din Blaj (1943) și apoi Facultatea de Filosofie a Universității din Cluj (1948). A obținut în 1971 titlul de doctor în filosofie al Universității din Cluj cu teza De la existență la adevăr (condusă de către D.D. Rosea) despre formarea problemei cunoașterii în filosofia presocratică.
După absolvirea facultății a lucrat ca profesor la Zalău (1948-1949). A fost arestat și condamnat la ani grei de închisoare, trecând prin penitenciarul Aiud (1956) și lagărul Periprava. Era credincios greco-catolic și a protestat împotriva desființării Bisericii Greco-Catolice și trecerii bunurilor acesteia în patrimoniul Bisericii Ortodoxe Române, convertindu-se la romano-catolicism. A făcut 15 ani de închisoare, fiind eliberat în 1964, odată cu grațierea deținuților politici, și s-a stabilit la Timișoara. După eliberare a lucrat pe post de contabil la o întreprindere din Timișoara (1964-1966) și apoi psiholog în același oraș.
A trăit retras, participând rar la ședințele Asociației Scriitorilor. Avea o sănătate precară datorată atât anilor grei de temniță, cât și unui sindrom hemoragipar rar, și era nevoit să stea internat perioade lungi prin spitale. Lucra după un program de lucru drămuit cu strictețe și avea puțini oameni apropiați. Unul dintre apropiați, scriitorul Radu Ciobanu, îl descria astfel: „un solitar, un introvertit, poate un mare timid, traumatizat de anii de detenție, inadaptat la mizeria și meschinăria epocii pe care o străbăteam; totodată un intelectual de vastă cultură, cu mari disponibilități afective, hipersensibil, un critic exigent și de o profundă onestitate”, iar criticul și istoricul literar Constantin Călin îl prezenta în volumul Scrisori către un redactor (2014) drept „un solitar distins, cu masca amărăciunii definitiv imprimată pe față”.

## Activitate publicistică
S-ar remarcat ca scriitor încă din perioada școlii, fiind unul dintre tinerii scriitori care s-au afirmat în anii războiului, grupați în Cercul Literar de la Sibiu. A debutat în 1941 în revista școlară Mlădițe și a publicat un an mai târziu vol. de povestiri fantastice Simfonia neterminată (1942), pe care l-a semnat cu pseudonimul Doctor Coppelius, urmat de poemul dramatic Cântecul stelelor (1945); primele scrieri i-au demonstrat o vocație lirică. A participat în 1944 la luptele pentru eliberarea Transilvaniei și apoi pe frontul din Ungaria, pe care le-a evocat ulterior în volumul de versuri Însemnări pe scut (1968) și în jurnalul Oameni în alb (1970). A fost redactor la ziarele România viitoare și Tribuna din Sibiu (1944-1946) și Lupta Ardealului din Cluj (1946-1948), publicând poezii, eseuri, cronici literară și de artă vizuală.
După o lungă perioadă de detenție a revenit în lumea literară în anul 1968, când a publicat volumele de versuri Interferențe și Însemnări pe scut. Poemele publicate acolo îl evidențiază ca un poet matur, cu înclinații clasiciste. A publicat articole și cronici literare în ziarele și revistele Orizont, Familia, Neue Literatur, Lumina, Tribuna ș.a., semnând cu pseudonimul Iosif Mirescu. În anii 1970 a început să se afirme în critica literară, publicând prefețe, studii introductive și cartea Atitudini critice (1973), în care conturează un tablou al criticii literare contemporane. A publicat două romane: Pe malul Styxului (1980), ce conține o proză autobiografică reflexivă care evocă într-un ton amar primele două decenii postbelice, și Umbra de la Cozia (1980), ce încearcă să reconstituie spiritualitatea medievală românească de pe la 1400, eseul istoric dedicat filosofiei grecești Orfeu, bucuria cunoașterii (1976) și eseul filosofic Popas în Afrodisia (1978). Activitatea sa literară a fost puțin comentată în epocă din cauza trecutului scriitorului, fiind astfel puțin cunoscută.
Maxim a fost membru al Uniunii Scriitorilor din România, Filiala Timișoara. De asemenea, a fost unul dintre apropiații lui Franz Liebhard.

## Opera
- Simfonia neterminată, povestiri, Blaj, 1942;
- Cântecul stelelor, poem dramatic, Blaj, 1945;
- Interferențe, versuri, București, 1968;
- Însemnări pe scut, versuri, București, 1968;
- Frumusețe amară, nuvele, București, 1969;
- Oameni în alb, București, 1970;
- Atitudini critice, Timișoara, 1973;
- Orfeu, bucuria cunoașterii, București, 1976;
- Popas în Afrodisia, București, 1978;
- Pe malul Styxului, roman, București, 1980;
- Umbra de la Cozia, roman, Timișoara, 1980.